# 2015年佩特拉瓦德爆炸
2015年佩特拉瓦德爆炸，是指2015年一宗發生在印度中央邦賈布瓦縣城市佩特拉瓦德的爆炸事故，造成最少100人死亡、150人受傷。這宗爆炸被認為是由非法存放爆裂物的倉庫所引致的；截至2015年9月26日，非法存放爆裂物的疑犯尚未落網。

## 起因
這宗爆炸是由一座非法存放葛里炸药、尿素等爆裂物的倉庫引起的，這座倉庫位於一所餐廳附近，而餐廳則位於人口稠密的地區；這些爆裂物是由拉金德拉·卡薩瓦存放的，他雖然持有有關牌照，卻把爆裂物非法存放在該座倉庫內。當地警方相信，引起這宗爆炸的爆裂物是供礦工用來進行爆破作業的；爆炸發生地賈布瓦縣有數座礦山，不少礦工則是來自佩特拉瓦德。

## 過程
爆炸發生時正值早上的尖峰時間，當時有工人在事發的餐廳吃早飯；突然，一個儲氣瓶發生爆炸，鄰近的建築物和窗戶均遭到損毀，引來大批途人聚集在餐廳門外圍觀。此時，餐廳附近的倉庫有葛里炸藥起火爆炸，不少在餐廳外面圍觀的途人受傷或喪生；現場有屋頂塌下，很多死者是這樣被砸死的，也有人被活埋致死。餐廳附近還有一個繁忙的巴士站，正在候車的民眾受到爆炸波及，因而受傷或當場死亡。爆炸現場有被塵土覆蓋的屍體，還有死者的殘肢。
爆炸現場有不少圍觀者，也有死傷者家屬等待親人的音訊，警方只好封鎖現場；有緊急車輛駛至餐廳救人，但被群眾阻礙，只好駕推土機闖進爆炸現場。大批群眾和搜救人員徒手挖掘廢墟；傷者被送到多所就近的醫院接受治理。
截至2015年9月21日，這宗爆炸共造成超過100人死亡、150人受傷，其中3名死者是兒童。

## 反應和後續
印度中央邦首席部長希夫拉傑·辛格·喬漢在社交網站Twitter上對爆炸死者表示哀悼，又宣佈向死者家庭和傷者提供分別為200,000盧比和50,000盧比的賠償；印度總理納倫德拉·莫迪也在微博上表示哀悼。天主教博帕爾總教區總主教對這宗爆炸的傷者表示聲援，批評因人類無知而釀成死亡的行為是不可妥協的，又要求有關當局對需要為爆炸負責的人採取行動；教會亦為爆炸死者舉行彌撒。
2015年9月19日，一群隸屬帕堤達爾種姓的示威者在佩特拉瓦德發動示威，阻塞當地交通，要求警方逮捕在逃的拉金德拉·卡薩瓦；同月下旬，一群婦女為此事上街示威，她們手持爆炸死者的肖像，要求為死者爭取公義。截至2015年9月26日，拉金德拉·卡薩瓦尚未落網，有報導指他仍然在逃，亦有報導指他已在爆炸中喪生；警方拘捕了拉金德拉·卡薩瓦的兄弟納倫德拉和福奧爾昌，向拉金德拉·卡薩瓦提供爆裂物的達曼德拉·拉索亦被捕。